# Морган, Даррен
Да́ррен Мо́рган (англ. Darren Morgan) (родился 3 мая 1966 года в Ньюпорте, Уэльс) — валлийский бывший профессиональный игрок в снукер.
Победитель шести нерейтинговых турниров и чемпионата мира среди ветеранов; финалист двух рейтинговых соревнований (Welsh Open 1992 и Asian Open 1993). За время профессиональной карьеры набрал 111 сенчури-брейков, для чего ему понадобилось 14 сезонов.
Женат, имеет трёх дочерей.

## Победы на турнирах

### Нерейтинговые турниры
- Pontins Professional — 1989, 2000
- Welsh Professional Championship — 1990, 1991
- Benson and Hedges Irish Masters — 1996
- World Snooker Seniors Championship — 2011

### Командные турниры
- Nations Cup в составе команды Уэльса — 1999